# Оптична интегрална схема
Оптична  интегрална схема (ОИС) или фотонна интегрална схема е микрочип, съдържащ два или повече фотонни компонента, които образуват функционираща верига. Тази технология открива, генерира, пренася и обработва светлина. Фотонните интегрални схеми използват фотони (или частици светлина) за разлика от електроните, които се използват от електронните интегрални схеми. Основната разлика между двете е, че фотонната интегрална схема осигурява функции за информационни сигнали, доставени на оптични дължини на вълните, обикновено във видимия спектър или близкия инфрачервен (850 – 1650 nm).
Основното приложение на оптичните интегрални схеми е в областта на оптичните комуникации, въпреки че са възможни приложения и в други области като биомедицина [7] и фотонни изчисления.

## Материали и примери за ОИС
Най-комерсиално използваният материал за фотонни интегрални схеми е индиевият фосфид (InP), който позволява интегрирането на различни оптично активни и пасивни функции на един чип. Първоначален пример за фотонна интегрална схема е прост двусекционен лазер с разпределен отражател на Браг (Distributed Bragg reflector – DBR лазер) или лазер с разпределена обратна връзка (ЛРОВ). Той се състои от две независимо контролирани секции на устройството – секция за усилване и секция с DBR огледало. Следователно всички съвременни монолитни регулируеми лазери, широко регулируеми лазери, лазери с външна модулация и предаватели, интегрирани приемници и др. са примери за фотонни интегрални схеми. От 2012 г. устройствата са интегрирали стотици функции в един чип. [1] Новаторска работа в тази област е извършена в Лабораториите Белл (Bell Laboratories). Най-известните академични центрове за развитие и иновации в областта на фотонните интегрални схеми от InP са Калифорнийският университет в Санта Барбара, САЩ, Технологичният университет в Айндховен и Университетът в Твенте, Нидерландия.
Разработка от 2005 г. [2] показа, че силицият, въпреки че е материал с непряка забранена зона, все още може да се използва за генериране на лазерна светлина, използвайки нелинейността на комбинационното разсейване на светлината (Раманова нелинейност). Такива лазери не са електрически, а оптично възбуждани и следователно все още има нужда от допълнителен лазерен източник с оптично напомпване.
Вълноводни решетки (AWG), които обикновено се използват като оптични (де)мултиплексори във влакнесто-оптични комуникационни системи с разделяне по дължина на вълната (WDM), са пример за фотонна интегрална схема, която е заменила предишни схеми за мултиплексиране, които използват много дискретни филтърни елементи. Тъй като оптичното разделяне на режима е необходимост за квантовите изчисления, тази технология може да бъде полезна за миниатюризацията на квантовите компютри (вижте Линейно оптично квантово изчисление).
Друг пример за фотонен интегриран чип, широко използван в оптичните комуникационни системи днес, е външно модулираният лазер (EML), който съчетава лазерен диод с разпределена обратна връзка и електроабсорбционен модулатор [8] на единичен чип, базиран на InP.
- ЕЗВ-матрица (CCD)
- ДМОП-матрица (CMOS)
- Жива МОП-матрица (Live-MOS)
- Супер ЕЗВ-матрица (Super CCD)
- Матрици с мозаечни филтри
- Матрици с пълноцветни пиксели
  - Многослойни матрици (Foveon X3)
  - Пълноцветна RGB-матрица на Никон

## Видове ОИС

### Монолитни ОИС
Устройства, в които всички компоненти са направени чрез въвеждане на примеси или структуриране на материала на субстрата, се наричат монолитни ОИС. Като материали за подложки в монолитни ОИС обикновено се използват GaAs или InP, които се наричат AIIIBV съединения, тъй като се състоят от елементи, разположени в колони III и V на периодичната таблица. Устройствата, направени върху подложки от от AIIIBV съединения, използват примеси, за да контролират забранената зона и, следователно, работната дължина на вълната на активните устройства – лазери и усилватели.

### Немонолитни ОИС
ОИС, които не са монолитни, се наричат хибридни. Обикновено се изработват върху подложка от силиций, стъкло, литиев ниобат или по-рядко върху полимерен субстрат. Литиевият ниобат (LiNbO3) се използва като подложка поради високия си електрооптичен коефициент. Силицият е много перспективен материал за създаване на ОИС, тъй като позволява използването на технологии, които се разработват за електронни интегрални схеми и, може би най-важното, позволява комбинацията от фотонни и електронни интегрални схеми. Стъклото или плексигласът (полиметилметакрилат) са с ниска цена и широко достъпни. Лазери и оптични усилватели могат да бъдат произведени от редица стъкла, легирани с редкоземни елементи. Въпреки това, обикновено не е възможно да се произвеждат монолитни устройства от такива материали, тъй като някои функционални устройства (например  полупроводникови лазери) са по-лесни за залепване, отколкото за интегриране в материала на подложката.

## Предимства
Оптичните интегрални схеми имат предимства както пред електронните интегрални схеми, така и пред обемните оптични схеми: широка честотна лента, голямо бързодействие, ниски  загуби и консумация на енергия, малки размери, ниско тегло, по-ниска цена и нечувствителност към вибрации и електромагнитни смущения.